# Noorddijk (Groningen)

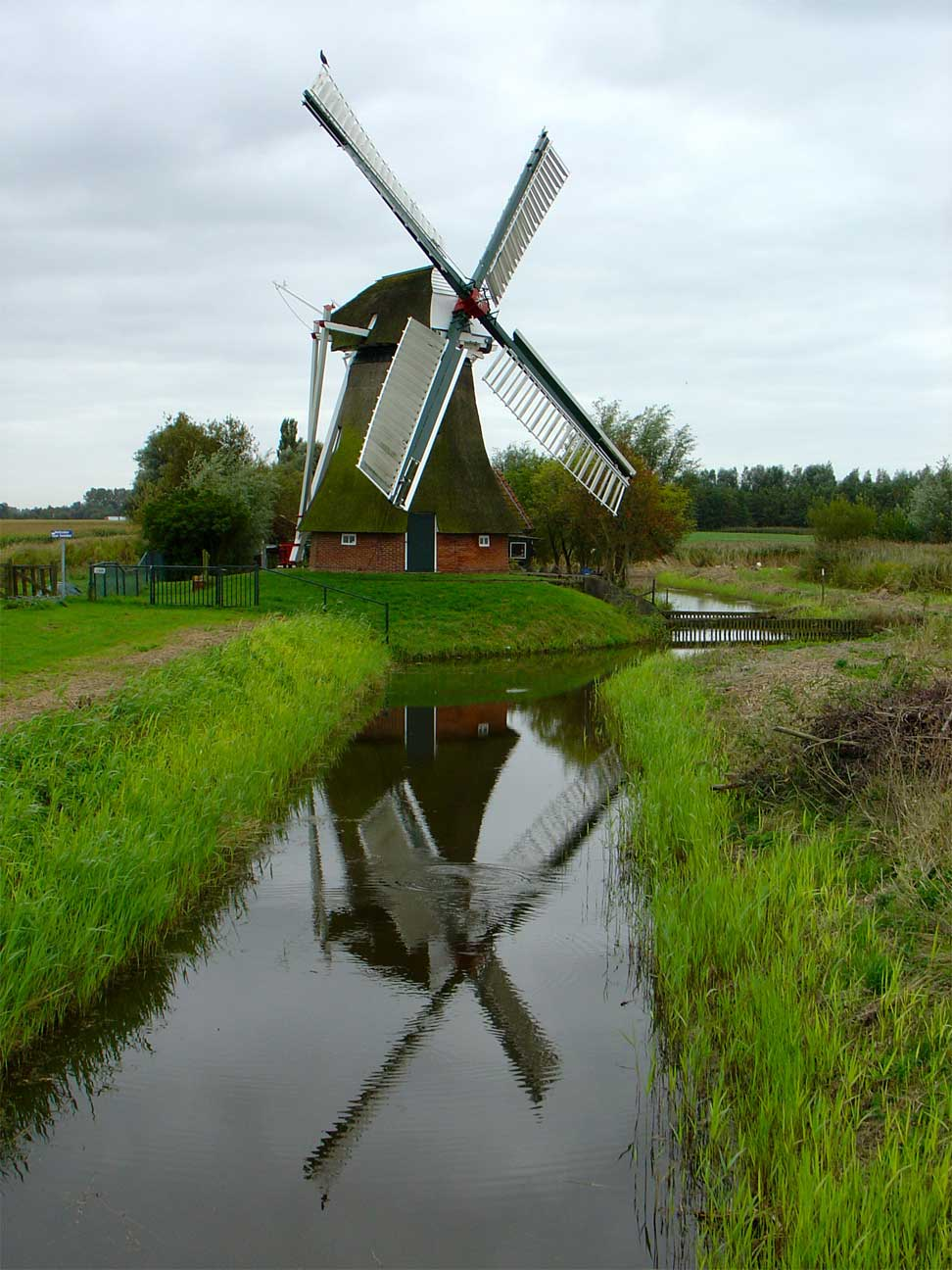
De Noordermolen nabij Noorddijk

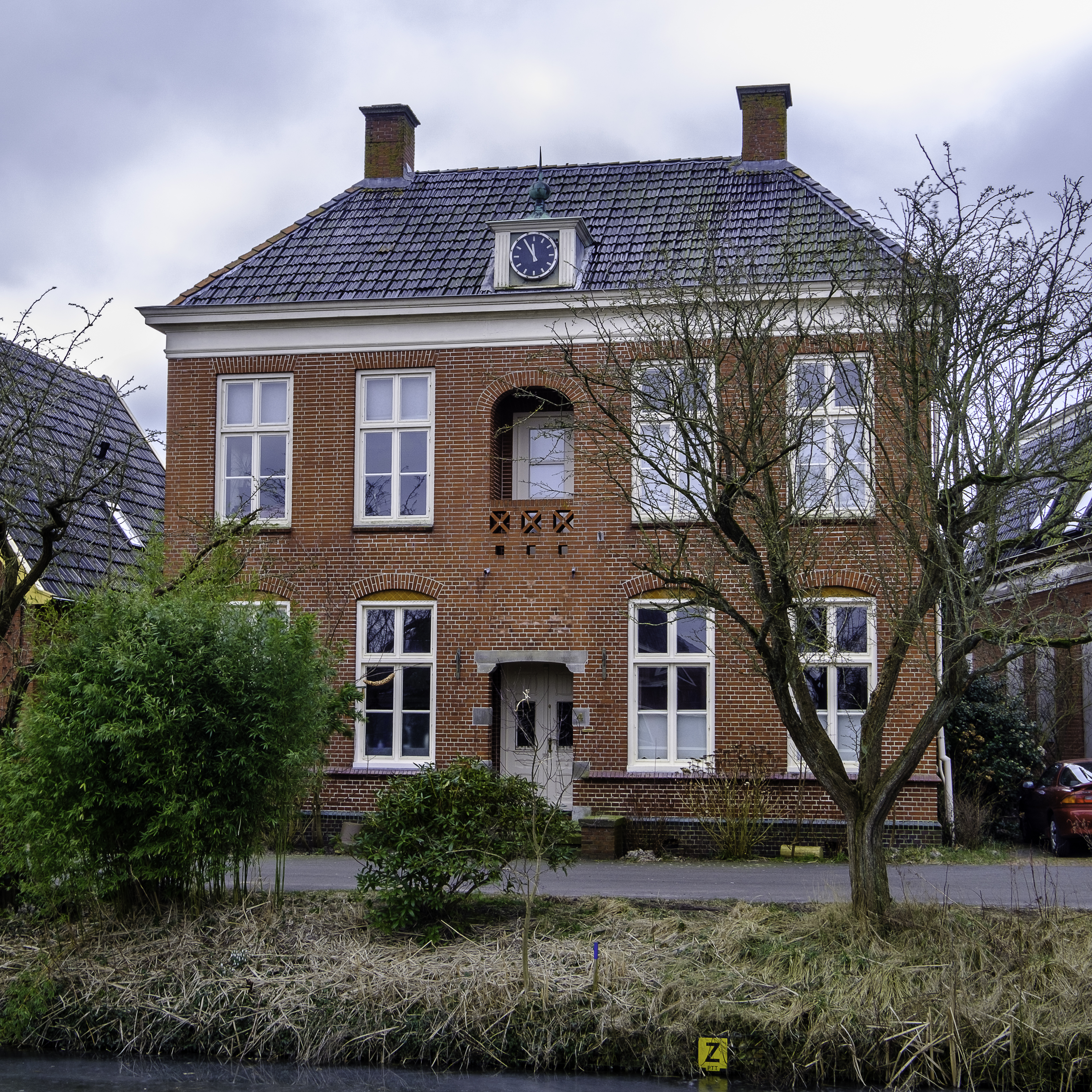
Het voormalige gemeentehuis van Noorddijk

Noorddijk (Gronings: Noorddiek) is een plaats en voormalige gemeente in de gemeente Groningen in de Nederlandse provincie Groningen met 100 inwoners op 1 januari 2018.

## Geschiedenis
Oorspronkelijk was Noorddijk een van de kerspelen van het Gorecht. Het bestuur van de Mairie Noorddijk werd in de Franse tijd in Nederland op 4 juli 1811 door landdrost Hendrik Ludolf Wichers van het Departement van de Westereems aangewezen ‘s morgens te elf uur bij kastelein Hindrik Tjapkes de Boer te Oosterhoogebrug. Het werd geïnstalleerd door assessor Samuel Wolters Tjassens. Als Maire werd beëdigd Oncko de Rehden van Swinderen.
Tot 1969 was het lintdorp Noorddijk de hoofdplaats van de gelijknamige gemeente. Het gemeentehuis functioneerde van 1869 tot 1907 in een café in Ruischerbrug. In 1907 werd het gebouw in gebruik genomen dat nu nog aan het Damsterdiep staat, herkenbaar aan de steen met de namen van wethouders erin gegraveerd. De gemeente zat ingeklemd tussen de toenmalige gemeenten Groningen aan de ene kant en Adorp, Bedum, Ten Boer en Slochteren. Ze was slechts enkele kilometers breed maar zo'n 10 km lang. Bij Noorderhoogebrug was de gemeente zelfs slechts 20 m breed. In 1969 werd de gemeente gesplitst en samengevoegd met de gemeenten Groningen en Hoogezand-Sappemeer.

## Kernen in de gemeente
De voormalige gemeente bestond uit een aantal kleine dorpen ten oosten van de stad Groningen. Naast Noorddijk waren dat Noorderhoogebrug, Oosterhoogebrug, Ruischerbrug, Middelbert en Engelbert. Het gemeentehuis stond in Ruischerbrug. Na de herindeling waarbij Noorddijk bij Groningen werd gevoegd bleef het oude gemeentehuis nog enige tijd dienst doen als hulpsecretarie. Op het grondgebied van de voormalige gemeente verrezen in de loop der tijd de stadswijken Lewenborg en Beijum.

## Monumenten
Er staan verscheidene monumentale boerderijen. Het oudste monument is de romanogotische Stefanuskerk, die in gebruik is voor de eredienst.
Ten oosten van het dorp staat de Noordermolen, een voormalige, maar nog steeds functionerende poldermolen, die zijn water uitslaat op de Borgsloot, die overigens ook wel het Kardingermaar wordt genoemd. Het is een achtkantige bovenkruier uit 1864.
Rond het dorp is het natuurgebied Kardinge ontwikkeld. Van dit gebied maakt het Bevrijdingsbos onderdeel uit, een blijvende herinnering aan de bevrijding van Groningen in april 1945 door de Canadezen.

## Naam
Noorddijk wordt voor het eerst in 1323 vermeld als Northdic of Northdike. De naam van het dorp verwijst mogelijk naar de Beijumer Zuidwending, die de grens vormde tussen Noorddijk en Innersdijk, dat ten noorden van de stad Groningen was gelegen. Volgens een andere verklaring is het een verwijzing naar de voormalige Stadsweg ten zuiden van het dorp. Noorddijk staat dan voor 'ten noorden van de dijk'. De Stadsweg verdeelt de directe omgeving van Noorddijk sinds de 19e eeuw in de Noorder- en Zuiderpolder. Een derde - minder waarschijnlijke - verklaring gaat terug op de naam van de Lodijk, zoals Noorddijk op enkele 16e-eeuwse kaarten abusievelijk wordt genoemd. De Lodijk vormde vanouds de scheiding tussen het Gorecht en de Groninger Veenkoloniën.
De naam Noorddijk werd tot 2014 door de gemeente Groningen gebruikt voor een stadsdeel dat Noorddijk, Oosterhoogebrug, Lewenborg, Beijum, Ulgersmaborg, Ruischerwaard en Ruischerbrug omvatte. Het dorpje waar in 1971 de wijk Lewenborg tegenaan is gebouwd, heeft een eigen buurtvereniging, de Noorddieker Noabers die geregeld activiteiten organiseert.

## Geboren
- Willem Boeles (1832-1902), jurist
- Bram Wassenaar (1944), atleet